# Хильгатерий
Хильгате́рий (лат. Chilgatherium) — вымерший род примитивных хоботных из семейства Deinotheriidae, обитавших в Эфиопии в позднем олигоцене. Единственный известный род подсемейства Chilgatheriinae. Типовой и единственный вид — Chilgatherium harrisi.

## Место и древность находок
Окаменелости представлены только зубами и найдены в местности Хильга на северо-западе Эфиопии. Они относятся к позднему олигоцену (28—27 млн лет назад).

## Предполагаемые облик и строение
Судя по величине зубов, хильгатерий был относительно небольшим дейнотеридом — длина тела около 2 метров при росте в холке 1 метр. Неизвестно, были ли у него отогнутые вниз увеличенные нижние резцы, как у более поздних дейнотериев.

## Питание и образ жизни
Судя по строению зубов, хильгатерий кормился довольно мягкой растительностью, вроде листьев кустарников и упавших плодов. Видимо, внешне и по поведению эти звери несколько походили на тапиров.

## Среда обитания
Предполагается, что в олигоцене местность, где был найден хильгатерий, отличалась мягким климатом и там присутствовали водоёмы, окружённые зарослями растений.